# Sojuz 6
Sojuz 6 (kod wywoławczy Antiej – „Anteusz”) stanowił część wspólnej misji, w ramach której na orbicie znalazły się jednocześnie trzy statki: oprócz Sojuza 6, były to Sojuz 7 i Sojuz 8, łącznie z siedmioma kosmonautami na pokładzie. 

## Załoga

### Podstawowa
- Gieorgij Szonin (1)
- Walerij Kubasow (1)

### Rezerwowa
- Władimir Szatałow (2)
- Aleksiej Jelisiejew (2)

### Druga rezerwowa
- Andrijan Nikołajew (2)
- Gieorgij Grieczko (1)

## Opis misji
Załoga Sojuza 6, Gieorgij Szonin i Walerij Kubasow, miała sfilmować manewr dokowania kapsuł Sojuz 7 i Sojuz 8, lecz systemy dokowania na pokładzie wszystkich trzech kapsuł zawiodły.
W wersji kapsuły Sojuz wykorzystanej w tej misji, 7K-OK, systemy elektroniczne odpowiadające za dokowanie ukryte były w obudowie w kształcie torusa, otaczającej obudowę silnika w tylnej części modułu serwisowego. Obudowa była prawdopodobnie wypełniona helem, stanowiącym neutralny ośrodek dla systemów elektronicznych. Obudowę odrzucano po dokonaniu dokowania, aby zmniejszyć masę powracającego na Ziemię pojazdu. Prawdopodobną, lecz niepotwierdzoną przyczyną awarii mógł być problem z ciśnieniem wypełniającego obudowę helu.
Poza próbami dokowania, załoga przeprowadziła eksperymenty w spawaniu na orbicie. Były testowane trzy metody: za pomocą wiązki elektronów, łuku niskiego ciśnienia plazmowego i elektrodą topliwą z wykorzystaniem unikalnej maszyny Vulcan wyprodukowanej w Zakładzie Wyposażenia Spawalniczego PATON. O jakości spoiny mówiło się, że w żaden sposób nie jest gorsza niż spoina naziemna.
Po wykonaniu 80 okrążeń na orbicie, pojazd wylądował 16 października 1969, 180 kilometrów na północny zachód od Karagandy w Kazachstanie.